# Eclogues
Les Eglogues són dos poemes hexàmetre en llatí d'estil bucòlic de Dante Alighieri, i fan referència a les Eglogues de Giovanni del Virgilio. Els dos poemes són el de 68 versos Vidimus in nigris albo patiente lituris i el de 97 versos Velleribus Colchis prepes detectus Eous. Van ser compostos entre 1319 i 1320 a Ravenna, però només es van publicar per primera vegada a Florència el 1719.